# Dalmau de Queralt i de Codina
Dalmau de Queralt i de Codina, conegut com a Dalmau III de Queralt, (17 de setembre de 1593 Barcelona - 7 de juny de 1640 a Barcelona). va ser comte de Santa Coloma i virrei de Catalunya
Fou el segon comte de Santa Coloma de Queralt i baró de Ponts, després de succeir el seu pare, Pere VIII de Queralt i d'Icard. Va ser virrei de Catalunya amb Felip IV i va morir durant les revoltes del Corpus de Sang. El seu assassinat va ser l'espurna de la Guerra dels Segadors.

## Antecedents familiars
Dalmau de Queralt era fill de Pere de Queralt, primer comte de Santa Coloma, i la seva esposa, Maria Codina i Cardona. El seu pare accedí al títol quan Felip III va celebrar corts a Barcelona i des de Tarragona va expedir una cèdula, gràcies a la qual don Pedro va esdevenir el primer comte de Santa Coloma de Queralt. Aquest títol representava un gran reconeixement car a Catalunya només hi havia deu comtes i un duc (el de Cardona).
Era net, per via paterna, del baró Guerau de Queralt i Cardona i la torrenca Comtesina d'Icart i Agustín. Els avis materns foren Bernat de Codina i la dama Rafaela de Cardona.
En Dalmau era el segon fill del matrimoni. Tot i això, va heretar els drets del primogènit quan aquest va morir a l'edat de dotze anys.

## Núpcies i descendents
L'any 1612, la seva mare va renunciar a l'herència en favor del seu fill Dalmau. Aquest, amb només dinou anys, va passar a ser l'hereu; fet que va contribuir que fos casat per poders amb la noble sarda Joana d'Alagó i Requesens, cinc anys més gran que ell, i a qui no havia vist mai. A partir del casament, el matrimoni es traslladà a Santa Coloma de Queralt.
Amb la Joana d'Alagó va tenir els següents fills:
- Lluís Dalmau de Queralt, comte de Santa Coloma
- Guerau de Queralt
- Maria Lluïsa de Queralt, monja del Monestir de Jonqueres.
- Magdalena de Queralt
- Joana de Queralt
- Elisabet de Queralt
- Cecília de Queralt

## Dalmau III, virrei de Catalunya

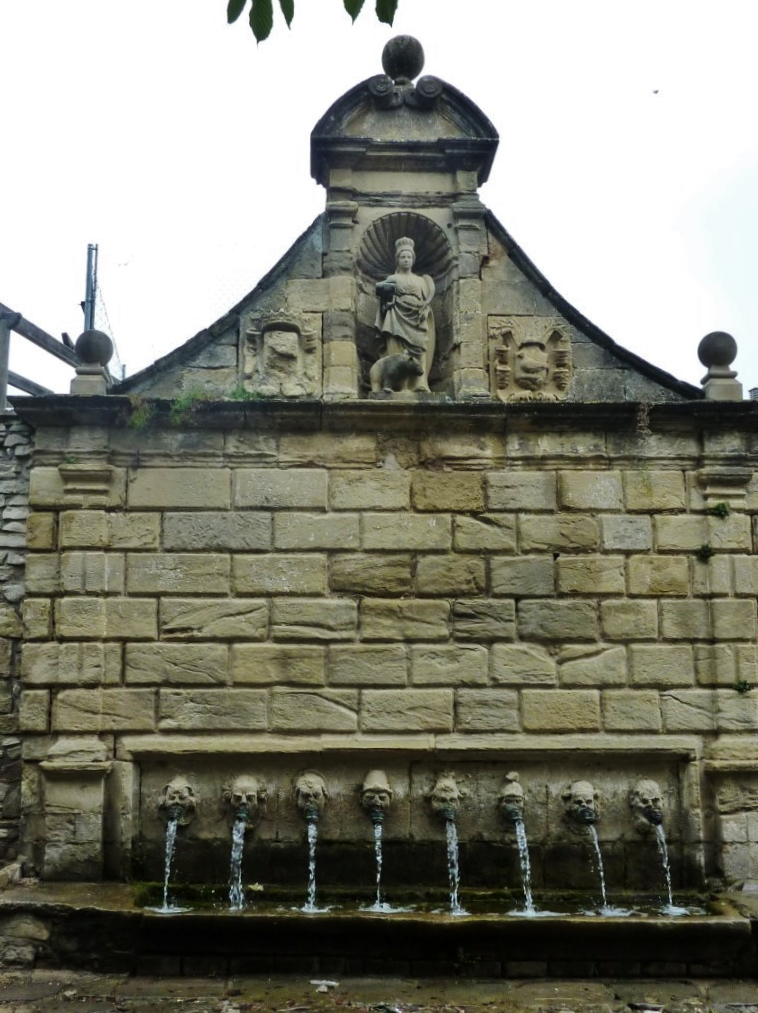
Font de les Canelles de Santa Coloma de Queralt, construïda el 1614 per Dalmau III

Dalmau III tenia una opinió divergent a la política de Gaspar de Guzmán y Pimentel durant les Corts de 1626. El 1630 va anar a la guerra d'Itàlia. El 1637 va rebutjar el càrrec d'ambaixador a la República de Venècia. El 1638 va ser nomenat lloctinent general de Catalunya, en substitució del germà del rei, l'infant Ferran d'Espanya, cardenal i governador dels Països Baixos, per buscar un acostament amb les institucions catalanes. Per altra banda, en l'àmbit local va manar construir una de les joies arquitectòniques de Santa Coloma: les fonts de Canelles. Finalment, el 1638 va ser nomenat virrei de Catalunya, a càrrec de Felip IV de Castella.
Però el context polític era difícil: Catalunya era el teatre de les operacions militars entre els francesos i les tropes hispàniques dins de la Guerra dels 30 anys. A més, les necessitats militars i econòmiques de la Corona l'obligaren a gastar diners per mantenir les tropes i reparar les fortificacions, fer lleves per a la defensa del Principat així com per a la guerra d'Itàlia.
L'estiu de 1640, per ordre de Madrid, Catalunya hagué d'hostatjar l'exèrcit. Els pagesos, escanyats econòmicament, havien d'aguantar i mantenir uns soldats que cometien agressions i violacions. El virrei Dalmau no va aconseguir fer res al respecte i això provocà que les guspires s'anessin alimentant. A més, diputats com Francesc de Tamarit i consellers com Vergós i Serra foren arrestats, aquest últim a propòsit dels allotjaments i les lleves. Amb tot, va viatjar a Madrid per demanar al rei que els Terços espanyols sortissin del Rosselló i la Cerdanya, ja que el poble estava a punt de sublevar-se. Intentava, doncs, mitjançar entre el rei i la Generalitat de Catalunya i el Consell de Cent. Tanmateix no va obtenir gaire èxit, ja que el monarca volia que els catalans se li unissin per lluitar contra França, però aquest demanaven mantenir els furs i privilegis de la Corona d'Aragó.
El virrei estava, doncs, enfrontat amb la resistència del Principat i alhora, hagué de sofrir crítiques de Madrid arran de la caiguda de Salses el 1639 a mans dels francesos. No va servir de res haver decretat un edicte de sometent general, ja que quedà sense efecte perquè, mentre es reunia el sometent, el 6 de gener de 1640 les tropes franceses es van rendir. En aquest context, va fer retirar les tropes establertes al nord de Catalunya cap a la costa, entre Palamós i Barcelona, però a canvi creava un impost fix per sojornar les tropes. Tamarit fou empresonat per l'autoritat reial, acusat de no facilitar, des del seu càrrec, les lleves i els allotjaments. Però, camperols revoltats van entrar a Barcelona el 22 de maig, possiblement amb la complicitat de les autoritats catalanes, i el posaren en llibertat juntament amb en Francesc Joan de Vergós i de Sorribes i Lleonard Serra. Els revoltats, acampats a Sant Celoni, prepararen un assalt a Blanes, on es refugiaven els terços castellans comandats pel virrei de Catalunya, i aquest decidí evacuar el Rosselló, i, en no poder embarcar la cavalleria, Juan de Arce va dirigir-la al nord sortint el 27 de maig, va cremar Montiró el 30 de maig, i va refugiar-se a la ciutadella de Roses l'endemà.
En arribar notícies d'un incident a Santa Coloma de Farners, Dalmau va ordenar cremar completament la vila amb la voluntat de mantenir la seva autoritat. Però la revolta popular va escampar-se per Catalunya. El 7 de juny (Corpus de Sang) va arribar a Barcelona una munió de pagesos amb la finalitat de llogar-se per a la sega. Era la Diada de Corpus. Els revoltats acudeixen al palau de Santa Coloma, actualment reconvertit en la seu del Registre Civil al carrer Ample, cridant en contra d'ell i del rei. Quan els disturbis passen cap a la zona de les Rambles, el virrei fuig de casa seva cap a les Drassanes amb la fita d'escapar-se de la ciutat. Tanmateix els revoltats se n'assabenten i és descobert amagat a les Drassanes. Aconsegueix arribar a la platja, però allí, ferit i extenuat, és apunyalat. Dies després fou enterrat a la basílica de la Mercè de Barcelona en una fossa comuna sense enterrament ni un funeral dignes. Amb la mort del virrei començava la Guerra dels Segadors.